# Max Boydston
Max Ray Boydston (Ardmore, 22 gennaio 1932 – Muskogee, 12 dicembre 1998) è stato un giocatore di football americano statunitense che ha giocato nel ruolo di end nella National Football League (NFL), nella Canadian Football League (CFL) e nella American Football League (AFL). Al college giocò a football all'Università dell'Oklahoma.

## Carriera
Boydston fu scelto dai Chicago Cardinals come secondo assoluto nel Draft NFL 1955. Giocò con essi per quattro stagioni dopo di che si spostò a giocare per una stagione con gli Hamilton Tiger-Cats della CFL. Tornò negli Stati Uniti nel 1960 con i Dallas Texans con cui stabilì il proprio primato stagionale con 3 touchdown segnati. Si ritirò dopo avere trascorso la stagione 1962 con gli Oakland Raiders.

## Statistiche
| Ricezioni     | 97    |
| Yard ricevute | 1.328 |
| Touchdown     | 8     |